# Corsicaanse koninginnenpage
De Corsicaanse koninginnenpage (Papilio hospiton) is een vlinder uit de familie van de pages (Papilionidae). De soort komt alleen voor op Corsica en Sardinië. De Corsicaanse koninginnenpage staat op de Rode Lijst van de IUCN als niet bedreigd. De spanwijdte bedraagt 60 tot 70 millimeter. Hij vliegt meest op een hoogte van 400 tot 1500 meter.
De waardplanten zijn Ferula communis (reuzenvenkel), Ruta corsica en Peucedanum paniculatum.
De soort heeft jaarlijks één generatie die vliegt van mei tot in juli. De pop overwintert.